# Verpflegungsdienst

Taktisches Zeichen des Verpflegungsdienstes

Fachdienstabzeichen des Verpflegungsdienstes

Der Verpflegungsdienst ist ein Teilbereich des Betreuungsdienstes im Katastrophenschutz. Seine Aufgabe ist die Herstellung und Ausgabe von Warm- und Kaltverpflegung sowie Getränken zur Versorgung von Betroffenen und Einsatzkräften in einem Einsatzfall.
Der Verpflegungsdienst ist in der Regel in Form von Teileinheiten des Betreuungsdienstes aufgestellt, wie beispielsweise der Verpflegungsgruppe (in den ehemaligen Betreuungszügen nach Maßgabe des Bundes oder dem ebenfalls aufgelösten DRK-Hilfszug) oder Verpflegungstrupps in Schnelleinsatzgruppen Betreuung, den Betreuungszügen nach Landesrecht und Einsatzeinheiten sowie im wiederum aufgelösten Versorgungsdienst. In einigen Bundesländern ist heute jedoch auch ein eigenständiger Einsatz einer Verpflegungsgruppe in Form einer Schnelleinsatzgruppe Verpflegung vorgesehen.
Im Rahmen des erweiterten Katastrophenschutzes erfolgte in Deutschland eine weitverbreitete Ausstattung der Einheiten des Verpflegungsdienstes mit Betreuungslastkraftwagen und Feldkochherden durch den Bund.
Die Einheiten des Verpflegungsdienstes bestehen aus ehrenamtlichen Helfern, die für ihre Tätigkeit eine adäquate Ausbildung absolvieren. In einigen Hilfsorganisationen wird auf Teilaufgaben des Verpflegungsdienstes, wie der Verpflegungsausgabe, bereits in der Grundausbildung vorbereitet. Dort baut die fachbereichsspezifische Ausbildung für den Verpflegungsdienst darauf auf. In weiteren Lehrgängen erfolgen Ausbildungen zum Verpflegungshelfer, Küchentechniker und Feldkoch.
Das Technische Hilfswerk unterhält als Zivil- und Katastrophenschutzorganisation des Bundes eigene Verpflegungstrupps (Log-V), die als Fachgruppen in einzelnen Ortsverbänden disloziert sind.